# Kinga Göncz
Kinga Göncz (Budapest, 8 de noviembre de 1947) es una psiquiatra, académica y política húngara. Se desempeñó como Ministra de Asunto Exteriores de su país entre 2006 y 2009.

## Biografía
Nació el 8 de noviembre de 1947 en Budapest, hija de Árpád Göncz, presidente de Hungría. Se graduó de la Universidad de Semmelweis en 1972, especializándose en psiquiatría en 1978 y en psicoterapia a mitades de los 80s. Trabajó como profesora en el departamento de política social de la Universidad Eötvös Loránd entre 1989 y 2002.
Asumió como secretaría política del Ministerio de Salud, Asuntos Sociales y Familiares. Posteriormente en octubre de 2004 fue nombrada como Ministra de Juventud, Familia y Asuntos Sociales e Igualdad de Oportunidades. Sirvió como Ministra de Relaciones Exteriores entre el 9 de junio de 2006 y el 14 de abril de 2009.
Fue diputada del Parlamento Europeo entre el 14 de julio de 2009 y el 30 de junio de 2014.
En noviembre de 2015, fue designada por el Secretario General de las Naciones Unidas, Ban Ki-moon como miembro del Panel de Alto Nivel para el Acceso a Medicamentos, copresidido por Ruth Dreifuss, ex presidenta de Suiza, y Festus Mogae, expresidente de Botsuana.